# Мостоу, Джонатан
Джонатан Мостоу (англ. Jonathan Mostow; род. 28 ноября 1961, Вудбридж, Коннектикут) — американский кинорежиссёр, сценарист и продюсер.

## Биография
Выпускник школы Хопкинса в Нью-Хейвене (Коннектикут) и Гарварда, Мостоу также учился в American Repertory Company и Институте театра и кино Ли Страсберга. Он снял несколько короткометражных и документальных фильмов, а также музыкальных видео, прежде чем вышел его первый фильм «Похитители тел из Беверли Хиллз» (1989). Затем он сделал для Showtime фильм «Полет черного ангела» (1991), о полковнике, который тренирует летчиков-истребителей, и его проблемном протеже.
Мостоу проявил себя в жанре экшн в фильме 1997 года «Авария». Триллер, с Куртом Расселом в роли человека, чья жена исчезла в пустыне, был довольно хорошо принят зрителями, судя по сборам, и критиками. Он пошёл на сотрудничество с Хэлом Либерманом и подписал четырёхлетний контракт с Universal. Он также провел несколько лет, разрабатывая проект фильма «Игра» (1997), надеясь срежиссировать фильм, но вместо этого режиссёром стал Дэвид Финчер, а Мостоу досталась работа в качестве исполнительного продюсера.
Мостоу и Майкл Дуглас объединились для совместной работы над фильмом о Второй мировой войне «Ю-571» (2000), но Дуглас покинул проект из-за плотного графика. Однако Мостоу собрал множество актёров, включая Харви Кейтеля, Билла Пэкстона, Мэттью Макконахи. Фильм был благосклонно встречен зрителями и был успешен в прокате.
В 2003 году Мостоу снял «Терминатор 3: Восстание машин», сборы от которого не оправдали ожиданий.
После шестилетнего перерыва Мостоу вернулся к режиссуре в большом кино с фильмом «Суррогаты», который основан на серии комиксов. В главной роли снялся Брюс Уиллис. Фильм вышел в кинотеатрах 25 сентября 2009 года.
Также занимался созданием комикса «The Megas» совместно с Liquid Comics.

## Фильмография

### Кинематограф
| Год  | Русское название                | Оригинальное название              | Режиссёр | Продюсер       | Сценарист | Примечания                       |
| ---- | ------------------------------- | ---------------------------------- | -------- | -------------- | --------- | -------------------------------- |
| 1985 | Шоу кошмаров                    | Fright Show                        | Да       | Да             | Да        | Сегмент: «Доктор Доберминд»      |
| 1989 | Похитители тел из Беверли Хиллз | Beverly Hills Bodysnatchers        | Да       | Да             | Сюжет     | Камео «Техник криогенной камеры» |
| 1997 | Авария                          | Breakdown                          | Да       | Нет            | Да        |                                  |
| 1997 | Игра                            | The Game                           | Нет      | Исполнительный | Нет       |                                  |
| 2000 | Ю-571                           | U-571                              | Да       | Нет            | Да        |                                  |
| 2003 | Терминатор 3: Восстание машин   | Terminator 3: Rise of the Machines | Да       | Нет            | Нет       |                                  |
| 2008 | Хэнкок                          | Hancock                            | Нет      | Исполнительный | Нет       |                                  |
| 2009 | Суррогаты                       | Surrogates                         | Да       | Нет            | Нет       |                                  |
| 2012 | Дом в конце улицы               | House at the End of the Street     | Нет      | Нет            | Сюжет     |                                  |
| 2012 | Мужчина нарасхват               | Playing for Keeps                  | Нет      | Да             | Нет       |                                  |
| 2017 | Время псов                      | Hunter’s Prayer                    | Да       | Исполнительный | Нет       |                                  |

### Телевидение
| Год(ы)    | Русское название     | Оригинальное название      | Режиссёр | Исполнительный продюсер | Сценарист | Примечания                              |
| --------- | -------------------- | -------------------------- | -------- | ----------------------- | --------- | --------------------------------------- |
| 1991      | Полёт чёрного ангела | Flight of Black Angel      | Да       | Нет                     | Сюжет     | Телефильм                               |
| 1998      | C Земли на Луну      | From the Earth to the Moon | Да       | Нет                     | Нет       | Сериал (эпизод «Путешествие на Луну»)   |
| 2007      | Они                  | Them                       | Да       | Да                      | Нет       | Телефильм                               |
| 2014-2015 | Последний корабль    | The Last Ship              | Да       | Да                      | Нет       | Сериал (режиссёр эпизода «Шестая фаза») |